# Лига европейских исследовательских университетов
Лига европейских исследовательских университетов (англ. League of European Research Universities, сокр. LERU) — консорциум ведущих наукоёмких университетов Европы, сформированный с целью обмена знаниями и опытом для достижения высоких показателей в образовании и научной работе, проведения фундаментальных исследований, а также повышению конкурентоспособности европейских университетов на международной арене.

## История
LERU образована в 2002 году, как результат взаимодействия между 12-ю университетами Европы. В 2010 году число членов консорциума увеличилось до 21. Штаб-квартира организации находится в Лёвене, Бельгия. Возглавляет LERU профессор Курт Декетелер, занимая должность генерального секретаря с 2009 года.

## Статистика
Суммарно на членов консорциума приходится:
- 550 тыс. студентов, в том числе 50 тыс. аспирантов;
- Ежегодное присвоение порядка 55 тыс. степеней магистра и 12 тыс. — доктора;
- Общий бюджет исследований — € 5 млрд;
- Общая сумма грантов около € 300 млн;
- Более 230 нобелевских лауреатов и обладателей Филдсовской премии, чья работа или учёба была связана с университетами LERU;
- 55 тыс. профессорско-преподавательский состав.

## Состав
В Лигу европейских исследовательских университетов входят:
1. Лёвенский католический университет[4]
2. Хельсинкский университет[5][6]
3. Университет Пьера и Марии Кюри[7]
4. Страсбургский университет[6]
5. Университет Париж-юг XI[7]
6. Фрайбургский университет[7]
7. Мюнхенский университет Людвига-Максимилиана
8. Гейдельбергский университет[4]
9. Миланский университет
10. Амстердамский университет[7]
11. Лейденский университет[4][5]
12. Утрехтский университет[7][6]
13. Барселонский университет[8]
14. Лундский университет[7]
15. Университет Женевы[4]
16. Цюрихский университет[7]
17. Имперский колледж Лондона[8]
18. Университетский колледж Лондона[7]
19. Кембриджский университет[4]
20. Эдинбургский университет[4]
21. Оксфордский университет[4][5]